# 풍덕 포씨
풍덕 포씨(豊德包氏)는 황해북도 개성시 개풍군 풍덕리를 본관(본향)으로 하는, 한국의 성씨이다.

## 역사
1454년(조선 단종 2년)에 완성된 《세종실록 지리지》에, 해풍군(海豐郡)의 성으로 포(包)씨가 기록되어 있다.
유학(幼學) 포중배(包重培)의 아들 포채일(包采一, 1748년생~몰년 미상)이 부사과(副司果)로서 1784년(정조(正祖) 8년) 정시(庭試) 무과에 병과(丙科)로 급제하였다. 거주지는 평안도 순천(順川)이었다.

## 본관
풍덕(豊德)은 황해북도 개성시 개풍군 풍덕리 일대의 지명이다. 
고구려의 정주(貞州)였는데, 고려 현종 때 개성현의 영현이 되었고, 문종 때 개성부에 예속되었다. 1108년(예종 3년)에 승천부(昇天府)로 승격되었다가 1310년(충선왕 2)에 해풍군(海豊郡)으로 개칭되었다.
1442년(조선 세종 24년)에 덕수현(德水縣)을 통합하여 풍덕군(豊德郡)으로 개편되었다. 1650년(효종 1)에 풍덕부로 승격하였으나 1823년(순조 23)에 폐지되어 개성에 예속되었고, 1866년(고종 3)에 다시 풍덕부로 복구되었다. 1895년에 풍덕군이 되었고, 1896년 경기도에 속하였으나, 1954년 황해북도에 편입되었다.

## 집성촌
1930년도 국세조사 당시에는 모두 20가구가 있었는데, 15가구가 평안남도 순천·맹산·성천·개천 등지에 살았고, 평안북도 삭주에 1가구, 황해도 곡산에 2가구, 함경남도 신흥에 1가구가 있었다.

## 인구
포(包)씨는 대한민국 통계청 인구조사에서 1985년에 238명, 2000년에는 129명, 2015년에는 57명으로 조사되었다. 본관은 풍덕 23명, 풍기 17명, 수원 10명, 기타 7명이다. 풍기는 풍덕의 오기로 보인다.

## 주요 인물
- 포희성 - 2013년 현재, 조선민주주의인민공화국의 영토의 평안남도의 순천시에 소재한 〈2·8직동청년탄광〉의 대표이기도 한 이인데, 그는 '평양시에 소재한 김책공업종합대학교 대학원'에서 박사 학위를 받았고, 1999년 2월 5일부터 2·8직동청년탄광 기사장 등으로 일하다가, 2009년 3월 11일엔, 김정일로부터 〈로력영웅〉이라는 칭호를 받았으며, 로동당 당무위원 겸 동당 162호 홰불선거구 소속 당중앙위 대의원이다. 참고로 〈2·8직동청년탄광〉은, 대부분의 무연탄 등을 주로 생산하고, 평양화력발전소 등에 석탄 등을 공급하며, 직원은 2500여 명이다.